# Quararibea funebris
Quararibea funebris är en malvaväxtart. Quararibea funebris ingår i släktet Quararibea och familjen malvaväxter.

## Underarter
Arten delas in i följande underarter:
- Q. f. funebris
- Q. f. nicaraguensis